# Superbeast
„Superbeast” – piosenka heavymetalowa stworzona na pierwszy album studyjny amerykańskiego wokalisty Roba Zombie Hellbilly Deluxe (1998). Wyprodukowany przez Zombie i Scotta Humphreya, utwór wydany został jako trzeci i ostatni singel promujący krążek dnia 1 października 1999 roku. Nagranie nominowano do nagrody Grammy w kategorii Best Metal Performance. W warstwie lirycznej piosenka odnosi się do prozy Edgara Allana Poego, w tym do noweli Przedwczesny pogrzeb z 1844. Utwór tworzy tracklisty kompilacji Roba Zombie Past, Present & Future (2003) i The Best of Rob Zombie (2006), dwa jego remiksy znajdują się także na krążku American Made Music to Strip By (1999). „Superbeast” wykorzystano w filmach: Walentynki (Valentine, 2001), I stanie się koniec (End of Days, 1999) oraz Powrót Godzilli (Godzilla 2000, 1999), jak również grach komputerowych: Twisted Metal III (1998), Brütal Legend (2009), Rock Band 3 (2010). Covery piosenki nagrały grupy Suicide Silence i Transient. Wersja Transient znajduje się na tribute albumie The Electro-Industrial Tribute to Rob Zombie z 2002. W teledysku do utworu aktorka Sheri Moon Zombie, żona wykonawcy, jeździ na motocyklu ubrana w skórzaną odzież oraz walczy z robotami i wojownikami ninja przy użyciu katany.

## Twórcy
- Wokale, tekst utworu, produkcja, kierownictwo artystyczne: Rob Zombie
- Mastering: Tom Baker
- Produkcja, programming, miksowanie, inżynieria dźwięku: Scott Humphrey, współpr. Paul DeCarli, Chris Lord-Alge, Frank Gyner
- Tekst utworu: Charlie Clouser
- Gitara: Mike Riggs
- Gitara basowa: Rob „Blasko” Nicholson
- Bęben: John Tempesta

## Pozycje na listach przebojów
| Kraj              | Notowanie (1998)       | Wydawca   | Najwyższa pozycja |
| ----------------- | ---------------------- | --------- | ----------------- |
| Stany Zjednoczone | Mainstream Rock Tracks | Billboard | 26                |